# System ligowy piłki nożnej na Cyprze
Tabela przedstawia system ligowy piłki nożnej na Cyprze. W tabeli uwzględniono rozgrywki organizowane przez Kipriaki Omospondia Podosferu. Nie uwzględniono systemu rozgrywek na terenie Cypru Północnego, którego rozgrywkami zarządza Kıbrıs Türk Futbol Federasyonu.
| Poziom | Liga                                                                     | Liga                                                                     | Liga                                                                     | Liga                                                                     | Liga                                                                     | Liga                                                                     | Liga                                                                     | Liga                                                                     | Liga                                                                     | Liga                                                                     | Liga                                                                     | Liga                                                                     |
| ------ | ------------------------------------------------------------------------ | ------------------------------------------------------------------------ | ------------------------------------------------------------------------ | ------------------------------------------------------------------------ | ------------------------------------------------------------------------ | ------------------------------------------------------------------------ | ------------------------------------------------------------------------ | ------------------------------------------------------------------------ | ------------------------------------------------------------------------ | ------------------------------------------------------------------------ | ------------------------------------------------------------------------ | ------------------------------------------------------------------------ |
| 1      | Protathlima A’ Kategorias (Παγκύπριο Πρωτάθλημα Α΄ Κατηγορίας) 14 drużyn | Protathlima A’ Kategorias (Παγκύπριο Πρωτάθλημα Α΄ Κατηγορίας) 14 drużyn | Protathlima A’ Kategorias (Παγκύπριο Πρωτάθλημα Α΄ Κατηγορίας) 14 drużyn | Protathlima A’ Kategorias (Παγκύπριο Πρωτάθλημα Α΄ Κατηγορίας) 14 drużyn | Protathlima A’ Kategorias (Παγκύπριο Πρωτάθλημα Α΄ Κατηγορίας) 14 drużyn | Protathlima A’ Kategorias (Παγκύπριο Πρωτάθλημα Α΄ Κατηγορίας) 14 drużyn | Protathlima A’ Kategorias (Παγκύπριο Πρωτάθλημα Α΄ Κατηγορίας) 14 drużyn | Protathlima A’ Kategorias (Παγκύπριο Πρωτάθλημα Α΄ Κατηγορίας) 14 drużyn | Protathlima A’ Kategorias (Παγκύπριο Πρωτάθλημα Α΄ Κατηγορίας) 14 drużyn | Protathlima A’ Kategorias (Παγκύπριο Πρωτάθλημα Α΄ Κατηγορίας) 14 drużyn | Protathlima A’ Kategorias (Παγκύπριο Πρωτάθλημα Α΄ Κατηγορίας) 14 drużyn | Protathlima A’ Kategorias (Παγκύπριο Πρωτάθλημα Α΄ Κατηγορίας) 14 drużyn |
|        | ↓↑ 3 drużyny                                                             |                                                                          |                                                                          |                                                                          |                                                                          |                                                                          |                                                                          |                                                                          |                                                                          |                                                                          |                                                                          |                                                                          |
| 2      | Protathlima B’ Kategorias (Β΄ κατηγορία) 14 drużyn                       | Protathlima B’ Kategorias (Β΄ κατηγορία) 14 drużyn                       | Protathlima B’ Kategorias (Β΄ κατηγορία) 14 drużyn                       | Protathlima B’ Kategorias (Β΄ κατηγορία) 14 drużyn                       | Protathlima B’ Kategorias (Β΄ κατηγορία) 14 drużyn                       | Protathlima B’ Kategorias (Β΄ κατηγορία) 14 drużyn                       | Protathlima B’ Kategorias (Β΄ κατηγορία) 14 drużyn                       | Protathlima B’ Kategorias (Β΄ κατηγορία) 14 drużyn                       | Protathlima B’ Kategorias (Β΄ κατηγορία) 14 drużyn                       | Protathlima B’ Kategorias (Β΄ κατηγορία) 14 drużyn                       | Protathlima B’ Kategorias (Β΄ κατηγορία) 14 drużyn                       | Protathlima B’ Kategorias (Β΄ κατηγορία) 14 drużyn                       |
|        | ↓↑ 3 drużyny                                                             |                                                                          |                                                                          |                                                                          |                                                                          |                                                                          |                                                                          |                                                                          |                                                                          |                                                                          |                                                                          |                                                                          |
| 3      | Protathlima G’ Kategorias (Γ΄ κατηγορία) 16 drużyn                       | Protathlima G’ Kategorias (Γ΄ κατηγορία) 16 drużyn                       | Protathlima G’ Kategorias (Γ΄ κατηγορία) 16 drużyn                       | Protathlima G’ Kategorias (Γ΄ κατηγορία) 16 drużyn                       | Protathlima G’ Kategorias (Γ΄ κατηγορία) 16 drużyn                       | Protathlima G’ Kategorias (Γ΄ κατηγορία) 16 drużyn                       | Protathlima G’ Kategorias (Γ΄ κατηγορία) 16 drużyn                       | Protathlima G’ Kategorias (Γ΄ κατηγορία) 16 drużyn                       | Protathlima G’ Kategorias (Γ΄ κατηγορία) 16 drużyn                       | Protathlima G’ Kategorias (Γ΄ κατηγορία) 16 drużyn                       | Protathlima G’ Kategorias (Γ΄ κατηγορία) 16 drużyn                       | Protathlima G’ Kategorias (Γ΄ κατηγορία) 16 drużyn                       |
|        | ↓↑ 3 drużyny                                                             |                                                                          |                                                                          |                                                                          |                                                                          |                                                                          |                                                                          |                                                                          |                                                                          |                                                                          |                                                                          |                                                                          |
| 4      | Epilekti kategorias STOK (Επίλεκτη κατηγορία ΣΤΟΚ) 14 drużyn             | Epilekti kategorias STOK (Επίλεκτη κατηγορία ΣΤΟΚ) 14 drużyn             | Epilekti kategorias STOK (Επίλεκτη κατηγορία ΣΤΟΚ) 14 drużyn             | Epilekti kategorias STOK (Επίλεκτη κατηγορία ΣΤΟΚ) 14 drużyn             | Epilekti kategorias STOK (Επίλεκτη κατηγορία ΣΤΟΚ) 14 drużyn             | Epilekti kategorias STOK (Επίλεκτη κατηγορία ΣΤΟΚ) 14 drużyn             | Epilekti kategorias STOK (Επίλεκτη κατηγορία ΣΤΟΚ) 14 drużyn             | Epilekti kategorias STOK (Επίλεκτη κατηγορία ΣΤΟΚ) 14 drużyn             | Epilekti kategorias STOK (Επίλεκτη κατηγορία ΣΤΟΚ) 14 drużyn             | Epilekti kategorias STOK (Επίλεκτη κατηγορία ΣΤΟΚ) 14 drużyn             | Epilekti kategorias STOK (Επίλεκτη κατηγορία ΣΤΟΚ) 14 drużyn             | Epilekti kategorias STOK (Επίλεκτη κατηγορία ΣΤΟΚ) 14 drużyn             |
|        | ↓↑ 4 drużyny                                                             |                                                                          |                                                                          |                                                                          |                                                                          |                                                                          |                                                                          |                                                                          |                                                                          |                                                                          |                                                                          |                                                                          |
| 5      | A’ AOKNEL 10 drużyn                                                      | AOKNEL 11 drużyn                                                         | EPEL 11 drużyn                                                           | A’ EPOL 10 drużyn                                                        | A’ EPOPL 9 drużyn                                                        | OPN SEK 11 drużyn                                                        | A’ PAAOK 21 drużyn (2 grupy)                                             | PAO 9 drużyn                                                             | POAL 12 drużyn                                                           | A’ POEL 12 drużyn                                                        | POASP 12 drużyn                                                          | POEPA                                                                    |
| 6      | AOKNEL 6 drużyn                                                          |                                                                          |                                                                          | B’ EPOL 10 drużyn                                                        | B’ EPOPL 10 drużyn                                                       |                                                                          |                                                                          |                                                                          |                                                                          | B’ POEL 19 drużyn (2 grupy)                                              | B’ POASP 10 drużyn                                                       |                                                                          |